# أعرف ماذا فعلت الصيف الماضي ( مسلسل)
أعرف ماذا فعلت الصيف الماضي (بالإنجليزية: I Know What You Did Last Summer)‏ هو مسلسل رعب أمريكي قادم مبني على رواية تحمل نفس الأسم للكاتبة لويس دنكان، المسلسل من بطولة ماديسون إسمان، بيل هيك وبريان تجو، صدرت أول 4 حلقات من المسلسل في 15 أكتوبر 2021 على منصة أمازون برايم فيديو.